# 대장장이들
《대장장이들》(Les Forgerons, The Blacksmiths)는 1895년 프랑스의 단편 무성영화로, 루이 뤼미에르가 제작하였다.

## 상세
뤼미에르 형제가 초창기에 찍었던 여느 영화와 마찬가지로, 영사기와 촬영기를 겸한 시네마토그래프로 촬영하였으며, 35mm 필름에 화면비는 1.33:1로 제작되었다. 1895년 12월 28일 프랑스 파리의 카푸신 대로 14번지 그랑 카페에서 뤼미에르 형제가 처음으로 선보인 시네마토그래프 유료 상영회에서 선보였던 단편 영화 10편 중 하나이기도 하다.
영상에는 대장장이로 보이는 두 남자가 일하는 모습이 담겼다. 왼편의 남성은 모루를 망치질하고 있고, 견습생으로 보이는 오른편 남성은 기계로 바람을 불어넣고 있는 모습이다. 그런 뒤 왼편의 남성이 망치질하던 철덩이를 치우고 물양동이에 담근다. 영상 막판에는 왼편에서 또다른 남성이 스크린상으로 걸어들어오는데 손에 쥐고 있던 와인병을 모루 쪽의 남성에게 건네고, 와인 한 잔을 따라주기 시작한다.
1893년 토머스 에디슨과 윌리엄 케네디 딕슨이 제작한 영화 《블랙스미스 씬》과 동일한 소재를 다루고 있다. 하지만 두 작품 사이에는 큰 차이점이 있는데 에디슨의 작품은 에디슨 본인과 찰스 케이저, 존 오트 등의 직원들이 스튜디오에서 대장간 풍경을 가장하여 촬영한 것인 반면, 뤼미에르의 이 작품은 실제 대장간을 촬영한 일종의 다큐멘터리다.
뤼미에르의 모든 작품과 마찬가지로 촬영된 지 100년이 넘은 영화인 만큼 퍼블릭 도메인으로 저작권이 소멸되었기에 유튜브 등지의 인터넷상에서 감상할 수 있다.